# Волсол
Волсол (енгл. Walsall) је град у Уједињеном Краљевству у Енглеској. Према процени из 2007. у граду је живело 172.282 становника.

## Становништво
Према процени, у граду је 2008. живело 172.282 становника.
| 1981.   | 1991.   | 2001.   |
| ------- | ------- | ------- |
| 177,923 | 174,739 | 170,994 |